# Prosphilus serricornis
Prosphilus serricornis is een keversoort uit de familie boktorren (Cerambycidae). De wetenschappelijke naam van de soort is voor het eerst geldig gepubliceerd in 1817 door Dalman in Schönherr.